# Юджин Уигнър
Юджин Уигнър (известен на български и като Вигнер) (на английски: Eugene Paul Wigner; на унгарски: Wigner Pál Jenő Йеньо Пал Вигнер) е унгарски физик и математик, носител на Нобелова награда за физика за 1963 година. Основните му приноси са в областта на симетриите в квантовата механика и изследвания на атомното ядро.

## Биография
Роден е на 17 ноември 1902 година в Будапеща, Унгария. Завършва Берлинския технически университет. Сред колегите си е известен като „мълчаливият гений“. Сестра му се жени за друг виден физик, също Нобелов лауреат – Пол Дирак. Почти през целия си живот работи в Принстънския университет. На 90-годишна възраст, през 1992 година, публикува своите мемоари.
Умира на 1 януари 1995 година в Принстън, Ню Джърси, на 92-годишна възраст.